# Famille de Malvin de Montazet
La famille de Malvin de Montazet est une famille noble de l'Agenais. Elle a donné un archevêque de Lyon.

## Blasonnement
Porte d'azur à trois étoiles d'or, posées 2 et 1, qui est de Malvin ; écartelé de gueules à 2 balances d'or posées l'une au-dessus de l'autre, qui est de Montpezat. À la suite d'une transaction que fit le 9 février 1502 Jeanne de Montpezat avec sa sœur germaine Antoinette de Montpezat, transaction qui réunit sur la tête de ladite Jeanne de Montpezat tous les biens de cette branche des seigneurs de Montpezat, dont la seigneurie de Montazet faisait partie, Charles de Malvin prit le titre de seigneur de Montazet et écartela ses armes de celles de Montpezat, comme en ayant épousé une héritière.

## Membres
- Joseph Geoffroy de Malvin, chevalier, seigneur de Saint-Simphorien épousa en 1711, Geneviève Michelle de Robillard fille de Georges de Robillard écuyer, seigneur et comte de Cosnac en Saintonge et de Marie Anne Le Bœuf, mère du précédent (Charles de Malvin)[1].
- Charles, seigneur de Montazet dit le marquis de Quissac épousa en 1709 Jeanne Françoise de Fontanges de Maumont. Ils eurent 11 enfants[2] : 
  - Anne-Charles-François (1709-1754) qui servit cinq ans dans la deuxième compagnie des mousquetaires. Il se maria en 1733 à Marie-Anne de Malvin, sa cousine, fille de Joseph-Geoffroy de Malvin, conseiller au parlement de Bordeaux et de Geneviève-Françoise de Robillard avec laquelle il eut deux filles et deux fils dont :
    - Charles-François, comte de Plassac, né le 21 octobre 1737, admis aux chevau-légers de la garde en 1754, servant à l'armée du maréchal de Soubise, mort noyé en juillet 1757.
    - Charles de Malvin, né à Bordeaux le 25 juin 1739 et décédé le 13 janvier 1825, marquis de Montazet, dit marquis de Montazet, fils de Charles-Anne-François de Malvin, marquis de Montazet (1709-1754), et de dame Marie-Anne de Malvin, dame de Saint-Simphorien (qui veuve se remaria à Georges de Robillard cité ci-dessous). Neveu de Jacques Antoine, il se marie avec Anne-Marie de Saint-Jullien, fille de défunt Antoine-Joseph de Saint-Jullien, chevalier, seigneur baron de Malval et autres lieux, et de dame Anne-Marie de Villaines.
Il commence sa carrière militaire dans une compagnie des Chevaux-Légers de la Garde en 1754. Par commission en date du 13 janvier 1825 il devient capitaine de cavalerie puis capitaine au régiment d'Enghien-Infanterie en 1759 avant d'en devenir son colonel-lieutenant le 1er décembre 1762[3],[2],[4].

  - Antoine Marie, marquis de Maumont, comte de Montazet après la mort de son frère aîné (1711-1768), fut aide-maréchal des logis de l'armée du Rhin et de Flandre de 1744 à 1748, brigadier de dragons en 1748, et envoyé du roi à l'armée de Marie-Thérèse d'Autriche en mai 1757, pour suivre les opérations de la Guerre de Sept ans. Il devint lieutenant général des armées du roi en 1760. Grand Croix de Saint-Louis, il fut admis aux honneurs de la Cour en 1755 et finit sa carrière militaire comme gouverneur de Saint-Malo le 9 juin 1764. Il mourut sans postérité.
  - Antoine de Malvin de Montazet évêque d'Autun, archevêque de Lyon et abbé commendataire de l'abbaye Saint-Victor.
  - Jacques Antoine de Malvin chevalier de Montazet, dit chevalier de Montazet, oncle de Charles de Malvin. Lieutenant au régiment d'Eu le 9 février 1730, capitaine le 24 juillet 1735. Il est aide-major général de l'Infanterie de l'armée de Flandre de 1744 à 1748. Il obtient le rang de colonel d'infanterie par commission en date du le 22 mai 1745. En 1757 il est aide-maréchal-général des logis de l'armée d'Allemagne. Il est créé brigadier par brevet du 1er mai 1758 et devient colonel commandant le régiment d'Enghien, le 7 mai 1758. Il est introduit par son frère Anne-Charles-François comte de Montazet auprès de l'impératrice Marie-Thérèse d'Autriche et devient inspecteur général d'infanterie en mai 1760 puis maréchal de camp en avril 1761. Il prend le titre de comte à la mort d'Antoine-Marie, en 1768 et mourut sans postérité à 92 ans[4].
  - Paul de Malvin de Montazet fut abbé de Maumont (1722-1752), aumônier de la reine (1750), vicaire général de Moulins puis vicaire de son frère à Autun.
  - Léon de Malvin de Montazet né le 25 septembre 1724, entra dans la Marine royale le 20 juillet 1741, à 16 ans, comme garde de la Marine. Il quitta le service à 35 ans, avec le grade de lieutenant de vaisseau. Chevalier puis commandeur de l'ordre de Malte, il vivait encore en 1807.

## Pour approfondir

### Archives
Une partie des papiers relatifs à cette maison a été déposée aux archives nationales (fonds de Plassac, archives Dampierre & alliés), ainsi qu'aux archives départementales de Lot-et-Garonne (1976).